# بيتر أنجلوس
بيتر أنجلوس (بالإنجليزية: Peter Angelos)‏ هو شخصية أعمال ومحامي أمريكي، ولد في 4 يوليو 1929 في بيتسبرغ في الولايات المتحدة.